# Guestia gonetropospora
Guestia gonetropospora — вид грибів, що належить до монотипового роду Guestia.